# Nicolae Hurduc
Nicolae Hurduc (ur. 28 maja 1956 w Jassach) – rumuński inżynier chemik i nauczyciel akademicki, profesor, w latach 2018–2019 minister badań naukowych i innowacji.

## Życiorys
W 1980 ukończył studia z inżynierii chemicznej na Uniwersytecie Technicznym Gheorghe Asachi w Jassach, następnie przez cztery lata był zatrudniony w fabryce syntetyków w Jassach. Od 1984 do 1986 zatrudniony w instytucie chemii makromolekularnej w Jassach, zaś w 1986 został pracownikiem naukowym macierzystego uniwersytetu. W 1993 obronił doktorat, później objął stanowisko profesorskie. Specjalista w zakresie polimerów, chemii supramolekularnej oraz modelowania molekularnego. Pełnił funkcję zastępcy dziekana (2008–2016), po czym objął stanowisko dziekana (na kadencję 2016–2020) wydziału inżynierii chemicznej i ochrony środowiska na Uniwersytecie Technicznym Gheorghe Asachi. Autor i współautor ponad 170 publikacji naukowych oraz kilku książek. W 2015 został członkiem Royal Society of Chemistry, zasiadał też w krajowej komisji akredytacyjnej.
Został członkiem Partii Socjaldemokratycznej. W październiku 2018 powołany na stanowisko ministra badań naukowych i innowacji w rządzie Vioriki Dăncili. Zakończył pełnienie tej funkcji wraz z całym gabinetem w listopadzie 2019.